# Träskmarken
Träskmarken (eng: swampland) är inom den teoretiska fysiken ett samlingsnamn för den mängd av effektiva lågenergiteorier som icke är kompatibla med konventionell strängteori. Detta står i kontrast till det så kallade stränglandskapet av konsistenta lågenergiteorier inom strängteori.
En central frågeställning har sedan början gällt förhållandet i storlek mellan stränglandskapet och träskmarken. Senare studier har indikerat att det i sig enorma stränglandskapet i själva verket tycks ha karaktären av en ö omgiven av den betydligt större träskmarken.

## Träskmarksförmodandena
Till träskmarken hör ett antal antaganden om kriterier för en teori att ligga i träskmarken alternativt stränglandskapet, de så kallade träskmarksförmodandena. Till dessa hör att antalet masslösa partikelfält måste vara ändligt, och att avsaknaden av överljushastigheter sätter en begränsning på högre ordningens termer i uttrycket för den effektiva verkan.